# Palaiseau
Palaiseau je južno predmestje Pariza in občina v osrednji francoski regiji Île-de-France, podprefektura departmaja Essonne. Leta 1999 je naselje imelo 28.965 prebivalcev.

## Geografija
Naselje leži v osrednji Franciji ob reki Yvette 21 km severozahodno od Évryja in 17 km od središča Pariza.

## Administracija
Palaiseau je sedež istoimenskega kantona, v katerega je poleg njegove vključena še občina Igny z 38.346 prebivalci.
Naselje je prav tako sedež okrožja, v katerem se nahajajo kantoni Arpajon, Athis-Mons, Bièvres, Brétigny-sur-Orge, Chilly-Mazarin, Gif-sur-Yvette, Juvisy-sur-Orge, Limours, Longjumeau, Massy-Vzhod/Zahod, Montlhéry, Orsay, Palaiseau, Sainte-Geneviève-des-Bois, Saint-Michel-sur-Orge, Savigny-sur-Orge, Ulis in Villebon-sur-Yvette s 537.655 prebivalci.

## Zanimivosti
- romanska župnijska cerkev sv. Martina iz 12. do 15. stoletja, francoski zgodovinski spomenik;

## Pobratena mesta
- Unna (Nemčija).